# Va-t-en-guerre
Va-t-en-guerre est le vingt-et-unième livre des Annales du Disque-monde de l'écrivain anglais Terry Pratchett. L'œuvre originale fut publiée en 1997 sous le titre Jingo. La traduction française est de Patrick Couton.
Ce roman raconte l'émergence d'une île entre Ankh-Morpork et le Klatch, ce qui engendre des tensions entre les deux nations. Les négociations échouent lorsque l'émissaire klatchien est pris pour cible lors d'un défilé organisé en son honneur, et la guerre entre le Klatch et Ankh-Morpork commence.

## Résumé
L'île de Leshp, submergée par la Mer Circulaire depuis des siècles, remonte à la surface. Sa position, à exacte mi-distance d'Ankh-Morpork et Al Khali (capitale du Klatch), fait de l'île un point stratégique puissant pour qui la contrôlera. Les deux cités s'en réclament toutes deux propriétaires.
À Ankh-Morpork, le prince klatchien Khufurah parade à travers la ville, où il attend de recevoir un titre honorifique de Docteur de Peau de Balle et Balai de Crin (Doctorum dermus ballae et balinus crinis), mais une tentative d'assassinat a lieu et le prince est blessé. Sire Samuel Vimaire, commissaire divisionnaire du Guet d'Ankh-Morpork, commence son investigation du crime. Il suspecte deux personnes : un Klatchien nommé Ahmed 71-heures, et un dignitaire morporkien, le seigneur Rouille.
La tentative d'assassinat met un terme aux relations diplomatiques entre Ankh-Morpork et le Klatch lorsque le frère du prince Khufurah, le prince Cadram, déclare effectivement la guerre à Ankh-Morpork. À cet instant, Havelock Vétérini, patricien d'Ankh-Morpork, démissionne – apparemment de son plein gré – et le seigneur Rouille prend les rênes de la cité. Vétérini refuse de prendre part à une guerre contre le Klatch, dû au fait qu'Ankh-Morpork n'a pas d'armée capable de faire face aux Klatchiens (la raison donnée étant que tuer des soldats ennemis rend difficile le fait de commercer avec par la suite). Rouille passe malgré tout la ville sous loi martiale et ordonne aux nobles familles morporkiennes de relancer leurs propres vieux régiments.
Vimaire, refusant de suivre Rouille, se retire de son poste de commissaire divisionnaire du Guet. Le capitaine Carotte démissionne également, de même que le sergent Côlon, le sergent Détritus et le caporal Angua. L'idée de mettre le Guet sous commandement du caporal Chique est rejetée par le Conseil des chefs de Guildes chargé de diriger la ville, et le Guet de Nuit est démantelé. Vimaire recrute alors le Guet dans son propre régiment en invoquant le fait que, en tant que noble chevalier de la ville, il est habilité à le faire par la loi et par le commandement du seigneur Rouille. Cependant, son régiment restera indépendant de ceux de Rouille car les chevaliers tombent légalement sous le commandement du roi ou de ses représentants dûment désignés, et ni l'un ni l'autre n'existent à Ankh-Morpork.
Angua, sur la piste d'Ahmed 71-heures, est capturée par les Klatchiens et emmenée vers le Klatch. Carotte, plutôt que de courir la sauver, retourne rapporter l'information à Vimaire qui envoie à son tour son régiment privé vers le Klatch. Pendant ce temps, Chicard et Côlon se font recruter par Vétérini et son inventeur personnel, Léonard de Quirm, pour une mission secrète inconnue de Vimaire.
Vétérini, Léonard de Quirm, Côlon et Chicard se retrouvent dans l'« Appareil qui va sous l'eau sans risque » de Léonard et découvrent que Leshp, en réalité, flotte au-dessus d'une énorme bulle de gaz ; que ce gaz s'échappe lentement de ladite bulle, ce qui signifie que Leshp, ultimement, coulera à nouveau sous la mer.
Vimaire finit par rattraper Ahmed 71-heures et se rend compte alors qu'Ahmed est un confrère policier. Ahmed révèle à Vimaire que le prince Cadram est responsable de la tentative d'assassinat sur le prince Khufurah. Ahmed, sa bande de D'regs klatchiens, et l'armée de Vimaire se dirigent vers Gebra, au Klatch, où la guerre doit commencer.
Pour se fondre dans la masse, Vétérini, Chicard et Fred Côlon mettent la main sur des vêtements klatchiens ; Chicard se retrouve à porter un costume de danseuse et entre en relation avec son côté féminin. Les trois se rendent également à Gebra, où ils découvrent que Carotte a convaincu les deux armées de s'entendre et de jouer au football ensemble (il garde un ballon de football gonflable dans son sac à dos pour de tels cas d'urgence), que Vimaire se prépare à arrêter le prince Cadram et le seigneur Rouille pour violation de la paix (comme être préparé à la guerre), et qu'Ahmed 71-heures le soutient. Vétérini empêche un incident international en déclarant la capitulation d'Ankh-Morpork et en offrant des réparations de guerre, qui seront ratifiées à Leshp la semaine suivante.
Vétérini est renvoyé à Ankh-Morpork, en état d'arrestation et en disgrâce, mais Leshp a de nouveau disparu sous la mer. Le traité devait être signé dans un territoire inexistant, et donc les charges de trahison de Vétérini envers Ankh-Morpork sont invalidées. Comprenant qu'il a été roulé, ses généraux et son peuple se retournant contre lui, le prince Cadram prend la fuite, Ahmed 71-heures à sa poursuite. Son frère Khufurah se remet physiquement et reprend le contrôle du Klatch. Vimaire est informé par Carotte que Vétérini s'est "souvenu" que le vieux rang de commissaire divisionnaire est le même que vieux rang de duc. Vimaire proteste, prétendant que seul un roi peut ordonner un duc, mais il réalise ensuite que c'était Carotte qui discutait avec Vétérini. Or, comme Carotte n'est, évidemment, vraiment pas le roi d'Ankh-Morpork, son rappel à Vétérini était tout ce qu'il fallait pour que Vimaire obtienne sa nouvelle position et son nouveau rang.
Vimaire perd "accidentellement" son « désorganisateur » (offert par sa femme), qui ne faisait que lui donner des informations erronées. Il est expliqué que si Vimaire avait réagi légèrement différemment au début – en restant à Ankh-Morpork plutôt qu'en essayant de suivre Ahmed et sauver Angua –, l'histoire de la guerre entre Ankh-Morpork et le Klatch aurait été complètement différente.

## Thèmes
Sont abordés essentiellement le bellicisme et la xénophobie.
L'île engloutie fait référence à une véritable île, remontant à la surface au gré des mouvements sismiques. En effet, l’île Ferdinandea, au large de la Sicile, et large de quelques kilomètres seulement, remonte une fois par siècle environ pour disparaître quelques mois plus tard.

## Personnages principaux
- Le commissaire Samuel Vimaire, du guet d'Ankh-Morpork, aidé par le capitaine Carotte Fondeurenfersson, le sergent Détritus et le caporal Angua d'Überwald ;
- le patricien d'Ankh-Morpork Havelock Vétérini, accompagné de l'inventeur Léonard de Quirm, du sergent Frédéric Côlon et du caporal Cecil Chicque (Chicard) ;
- Ahmed 71-heures ;
- le seigneur Ronald Rouille, commandant l'armée d'Ankh-Morpork.

## Accueil

### Accueil critique
John Clute écrit dans Interzone que Va-t-en-guerre s'intègre parfaitement dans les livres du Disque-monde, le trouvant à la hauteur de la série, voire meilleur que plusieurs tomes précédents. Il compare le style d'écriture de Pratchett à celui de Pelham Grenville Wodehouse et la présence de scènes marquantes proches de l'homélie.
Le podcast Escape Pod estime qu'une partie importante du scénario se base sur la subversion du statu quo par Vimaire de façons qui ne devraient pas fonctionner, mais y parviennent quand même. SF Site le place au-dessus de Pieds d'argile et sous Au guet ! dans le classement des romans du Disque-monde déjà parus à l'époque, estimant que l'histoire peine un peu après l'arrivée des personnages au Klatch mais qu'il s'agit dans l'ensemble d'un bon livre.